# Салихово (Янаульский район)
Салихово (баш. Сәлих) — село в Янаульском районе Республики Башкортостан Российской Федерации. Входит в состав Ямадинского сельсовета.

## География
Находится у речки Чаршады, неподалёку от границы с Татышлинским районом.

### Географическое положение
Расстояние до:
- районного центра (Янаул): 41 км,
- центра сельсовета (Ямады): 9 км,
- ближайшей ж/д станции (Янаул): 41 км.

## Топоним
Названа по имени первопоселенца, известен по документам его сын Рахматулла Салихов. 

## История
Деревня основана в 1780-х годах башкирами Урман-Гарейской волости Бирского уезда на собственных землях. V ревизия 1795 года учла 5 дворов и 23 башкира-вотчинника (14 мужчин и 9 женщин).
В 1816 году было учтено 64 человека в 9 дворах, в 1834 году — 121 человек в 19 дворах. В 1842 году засеяли 360 пудов озимого и 296 пудов ярового хлеба. Жителям принадлежали 46 лошадей, 58 коров, 93 овцы, 82 козы; пчеловоды имели 150 ульев и 130 бортей. Имелась водяная мельница. В 1859 году X ревизией учтено 209 человек в 36 дворах.
В 1870 году — деревня Салихова 2-го стана Бирского уезда Уфимской губернии, 38 дворов и 222 жителя (115 мужчин и 107 женщин), занимавшихся сельским хозяйством и пчеловодством. Была мечеть (известна с 1830-х годов) и водяная мельница.
В 1896 году в деревне Кызылъяровской волости VII стана Бирского уезда — 86 дворов, 476 жителей (236 мужчин, 240 женщин), мечеть и хлебозапасный магазин.

По данным подворной переписи, проведённой в уезде в 1912 году, в деревне имелось 118 хозяйств башкир-вотчинников (из них 28 без надельной земли), где проживало 607 человек (308 мужчин, 299 женщин). Количество надельной земли составляло 1609 казённых десятин (из неё 541,47 десятин сдано в аренду), в том числе 916 десятин пашни и залежи, 552 десятины леса, 70 десятин сенокоса, 47 десятин неудобной земли и 24 десятины усадебной земли. Также 122 десятины земли было арендовано. Посевная площадь составляла 652,62 десятины, из неё почти половину занимала рожь, около трети — овёс, также сеяли гречу, горох и просо. Из скота имелось 272 лошади, 335 голов КРС, 627 овец и 63 козы. 9 хозяйств держали 70 ульев пчёл. 4 человека занимались промыслами.

### Административно-территориальная принадлежность
В 1870 году — деревня Салихова 2-го стана Бирского уезда Уфимской губернии.
По данным подворной переписи, проведённой в уезде в 1912 году, деревня входила в состав Югомашевского сельского общества Кызылъяровской волости. 
В 1926 году деревня относилась к Кызылъяровской волости Бирского кантона Башкирской АССР.
До 1945 года деревня входила в Югамашевский сельсовет, затем в Ямадинский.

## Население
| 2002 | 2009 | 2010 |
| ---- | ---- | ---- |
| 381  | ↘376 | ↘345 |

### Историческая численность населения
В 1906 году — 581 житель, мечеть, водяная мельница, хлебозапасный магазин и бакалейная лавка.
В 1920 году по официальным данным в деревне той же волости 125 дворов и 651 житель (309 мужчин, 342 женщины), по данным подворного подсчета — 675 башкир и 17 русских в 126 хозяйствах.
В 1939 году население деревни составляло 584 человека, в 1959 году — 645 жителей.
В 1969 году — уже село с населением 794 человека по данным текущего учёта.
В 1982 году население — около 450 человек.
В 1989 году — 373 человека (168 мужчин, 205 женщин).
В 2002 году — 381 человек (189 мужчин, 192 женщины), башкиры (86 %).
В 2010 году — 345 человек (169 мужчин, 176 женщин).

## Инфраструктура
Имеются начальная школа, ФАП, сельский клуб, библиотека.

## Транспорт
Деревня доступна автотранспортом. 
Остановка общественного транспорта «Салихово». 